# Öster-Vallsjön, Lappland
Öster-Vallsjön är en sjö i Dorotea kommun i Lappland och ingår i Ångermanälvens huvudavrinningsområde. Sjön har en area på 0,28 kvadratkilometer och ligger 276,1 meter över havet.

## Delavrinningsområde
Öster-Vallsjön ingår i det delavrinningsområde (712914-152421) som SMHI kallar för Utloppet av Öster-Vallsjön. Medelhöjden är 305 meter över havet och ytan är 1,61 kvadratkilometer. Räknas de 2 avrinningsområdena uppströms in blir den ackumulerade arean 14,52 kvadratkilometer. Vattendraget som avvattnar avrinningsområdet har biflödesordning 5, vilket innebär att vattnet flödar genom totalt 5 vattendrag innan det når havet efter 249 kilometer. Avrinningsområdet består mestadels av skog (47 procent). Avrinningsområdet har 0,28 kvadratkilometer vattenytor vilket ger det en sjöprocent på 17,4 procent.